# Zozibini Tunzi
Zozibini Tunzi (Tsolo, 18 de setembro de 1993) é uma rainha de beleza e modelo sul-africana que foi coroada Miss Universo 2019. Ela foi anteriormente coroada Miss África do Sul 2019. Foi a terceira de seu país a vencer o Miss Universo, as anteriores foram Margaret Gardiner (1978) e Demi-Leigh Nel-Peters (2017).

## Carreira

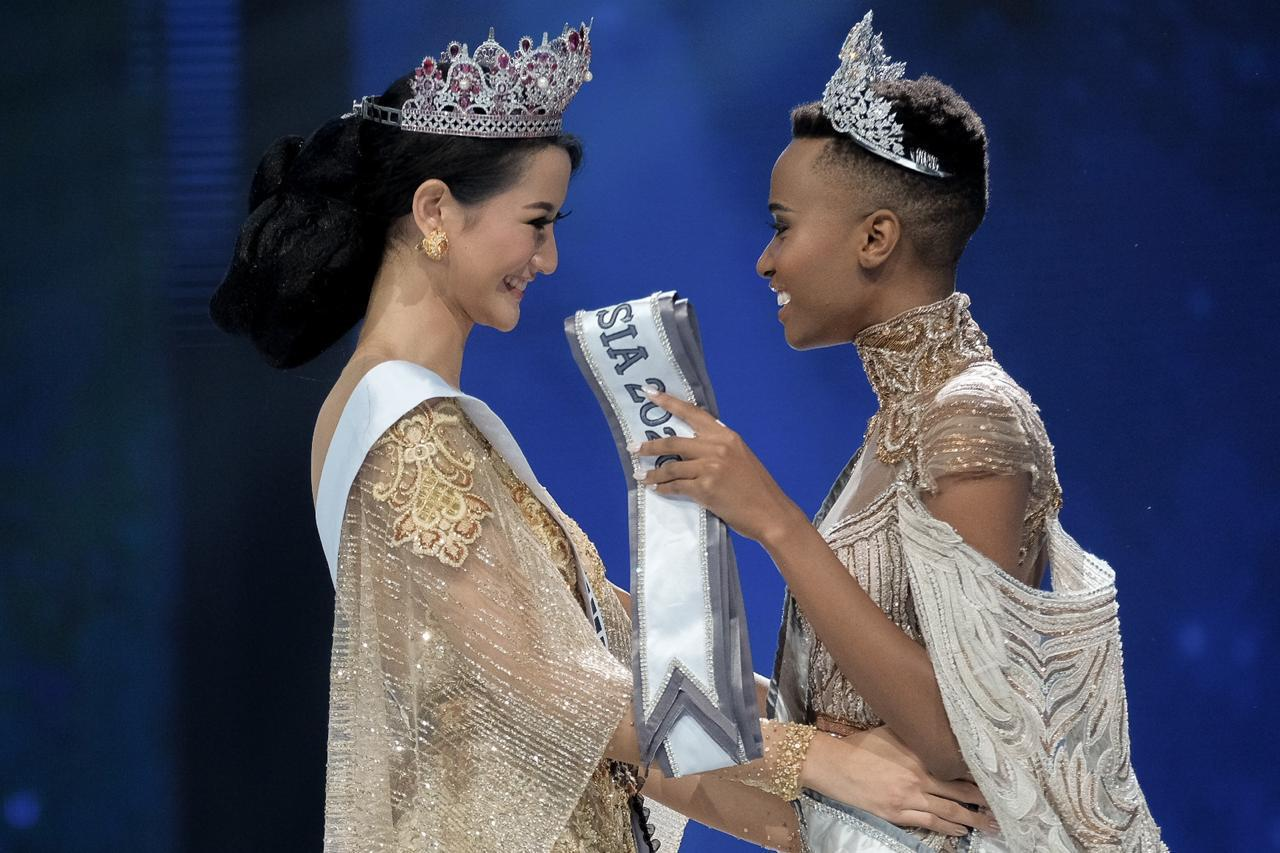
Tunzi coroando Ayu Maulida como Miss Indonésia 2020.

### Miss África do Sul 2017
Zozibini disputou pela primeira vez o concurso sendo uma das 26 semifinalistas, porém não foi selecionada entre as 12 finalistas do concurso, vencido por Demi-Leigh Nel-Peters, que tornaria-se depois Miss Universo 2017 

### Miss África do Sul 2019
Em 26 de junho de 2019, ela disputou pela segunda vez o concurso entre 35 semifinalistas. Em 11 de julho foi anunciada entre as 16 finalistas. Em 9 de agosto, foi finalmente anunciada como nova Miss África do Sul.

### Miss Universo 2019
Zozibini Tunzi representou a África do Sul no Miss Universo 2019, realizado em 8 de dezembro daquele ano, em Atlanta, Georgia. Foi perguntada sobre a sua atuação caso fosse vencedora e discursou contra o racismo e o machismo: "Eu cresci em um mundo onde mulheres como eu, com a minha pele e o meu cabelo, nunca foram consideradas bonitas. Já chegou a hora de parar com isso. Eu quero que as crianças olhem para mim e vejam seus rostos refletidos no meu". Tunzi foi questionada sobre a coisa mais importante que as jovens mulheres devem aprender nos dias de hoje."Liderança. É algo que falta às mulheres e mulheres jovens há muito tempo. Não porque elas não a desejavam, mas por causa de como a sociedade rotulou como elas deveriam ser”.